# Impromptu op. 29 (Chopin)

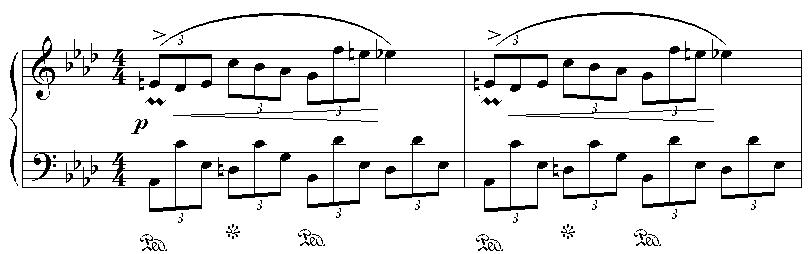
Pierwsze takty

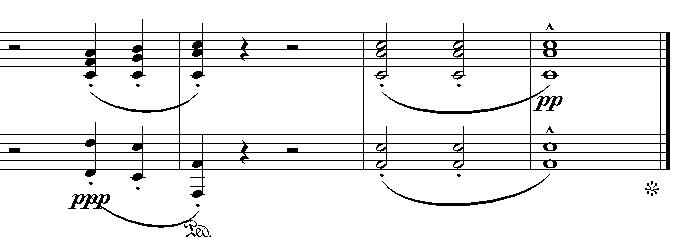
Ostatnie takty

Impromptu As-dur op. 29 – pierwsze impromptu na fortepian skomponowane przez Fryderyka Chopina.
Utwór powstał w 1837; dedykowany został Caroline de Lobau, uczennicy Chopina.

## Budowa
Impromptu o trzyczęściowej formie ABA, utrzymane jest w metrum 4/4 i tempie Allegro assai quasi Presto. Część skrajna jest motoryczna, zbliżona do etiudy. Część środkowa, początkowo w tonacji f-moll, nawiązuje do nokturnu. Czas trwania utworu wynosi ok. 4 minuty.